# Gion Mathias Cavelty

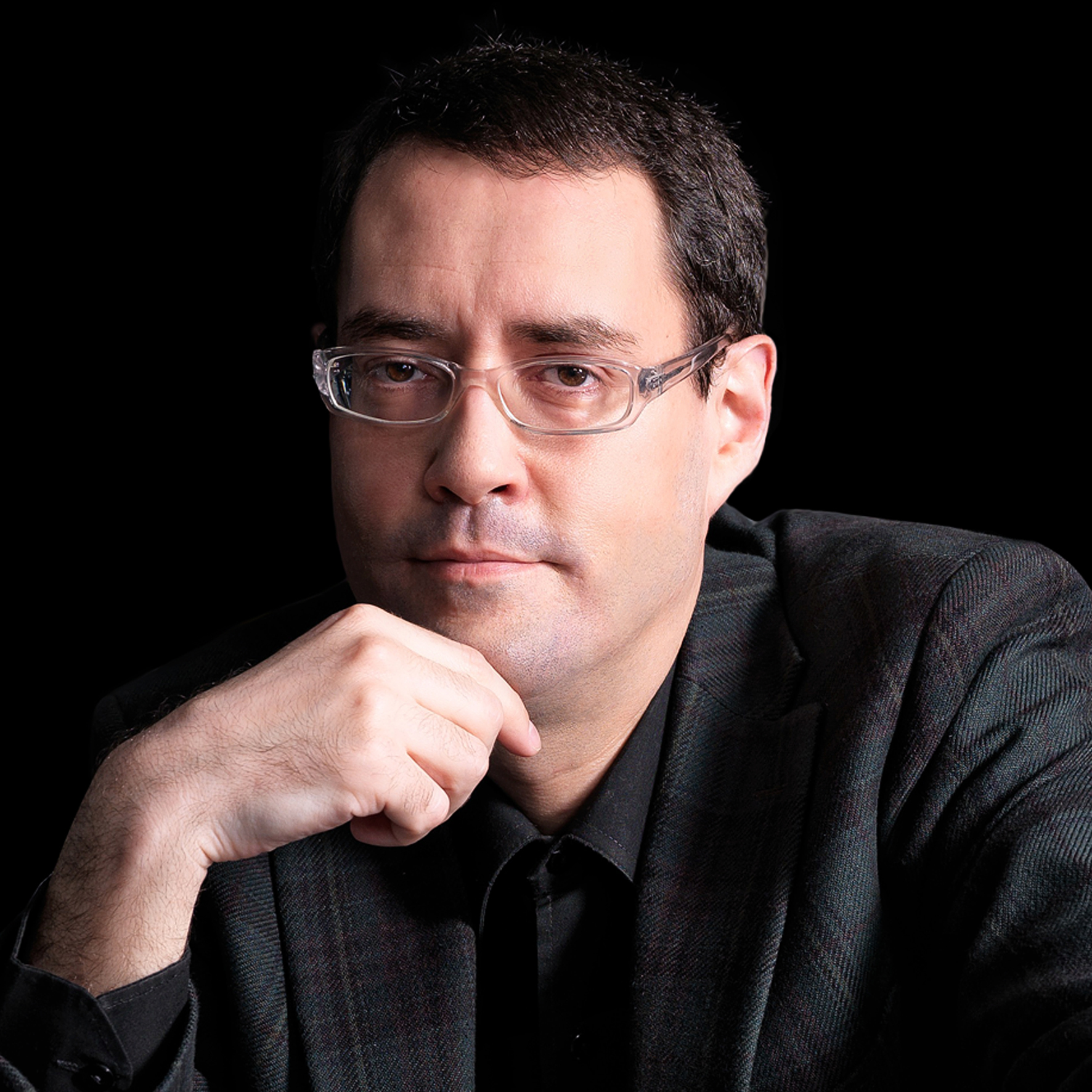
Gion Mathias Cavelty (2012)

Gion Mathias Cavelty (* 4. April 1974 in Chur) ist ein Schweizer Schriftsteller.

## Leben
Gion Mathias Cavelty ist der Sohn des Anwalts und Politikers Luregn Mathias Cavelty. Ab 1993 studierte er Italienisch und Rätoromanisch an den Universitäten in Freiburg im Üechtland und Zürich. Er lebt heute in Zürich.
Cavelty ist Verfasser von zwei Romantrilogien namens Die Quifezit-Trilogie und Die Andouillette-Trilogie, in der sich zahlreiche literarische Einflüsse vermischen. Sein bekanntestes Buch Endlich Nichtleser ist eine Parodie auf die Ratgeberliteratur: Es verfolgt nach Angaben des Autors das Ziel, dem Leser das Lesen abzugewöhnen. Bis Dezember 2022 schrieb er die Kolumne Conspiracy Corner für die Satirezeitschrift Nebelspalter. Bis Februar 2009 verfasste er die Fernsehkritik der reinen Vernunft in der Wochenzeitung Die Weltwoche. Ebenfalls schrieb er für die Schweizer Boulevardzeitung Blick, unter anderem auch den Artikel Alle singen, nur das Rindsfilet bleibt stumm über den Music-Star-Teilnehmer und Eurovisions-Sänger Piero Esteriore, der am 4. Oktober 2007 aus Wut über diesen Artikel mit dem Mercedes seiner Mutter in die Eingangstüre des Ringiergebäudes in Zürich fuhr.

## Auszeichnungen
- 2012: Zürcher Journalistenpreis, für seine Opern-Reportage Hö – das letzte Opernrätsel im Tages-Anzeiger vom 10. Dezember 2011.
- 2018: Gold am Grand Prix Nova in Bukarest, für das Hörspiel Der Tag, an dem es 449 Franz Klammers regnete
- 2022: Bündner Literaturpreis, für seinen Roman Innozenz. Legende
- 2025: Anerkennungspreis der Stadt Chur

## Werke
Romane
- 1997: Quifezit oder Eine Reise im Geigenkoffer. Suhrkamp, Frankfurt am Main, ISBN 3-518-12001-8. (Quifezit-Trilogie 1)
- 1997: Ad absurdum oder Eine Reise ins Buchlabyrinth. Suhrkamp, Frankfurt am Main, ISBN 3-518-12031-X. (Quifezit-Trilogie 2)
- 1998: Tabula rasa oder Eine Reise ins Reich des Irrsinns. Suhrkamp, Frankfurt am Main, ISBN 3-518-12076-X. (Quifezit-Trilogie 3)
- 2000: Endlich Nichtleser. Suhrkamp, Frankfurt am Main, ISBN 3-518-39631-5.
- 2009: Die Andouillette oder Etwas Ähnliches wie die Göttliche Komödie. Echtzeit, Basel, ISBN 978-3-905800-26-5. (Andouillette-Trilogie 1)
- 2010: Die letztesten Dinge. Echtzeit, Basel, ISBN 978-3-905800-46-3. (Andouillette-Trilogie 2)
- 2017: Der Tag, an dem es 449 Franz Klammers regnete. Lector Books, Zürich, ISBN 978-3-906913-10-0. (Andouillette-Trilogie 3)
- 2020: Innozenz. Eine Legende. Lector Books, Zürich, ISBN 978-3-906913-21-6.
- 2022: GGG. Günzburg, Edition Lettara,[2] EAN 0036089537328
- 2022: Lucifer. Lector Books, Zürich, ISBN 978-3-906913-36-0.
- 2024: Die Bibel. Lector Books, Zürich, ISBN 978-3-906913-48-3.

Kinderbücher
- 2012: Nemorino und das Bündel des Narren. Mit Illustrationen von Chrigel Farner. Salis,  Zürich/Berlin, ISBN 978-3-905801-52-1.

Theaterstücke
- 1998: Das Verlorene Wort. Uraufführung: Schauspiel Frankfurt, 3. Oktober 1998. Regie: Christian Tschirner und Paul Viebeg.
- 2011: Commediamarkt. Uraufführung: Klibühni Chur, 8. September 2011. Regie: Achim Lenz.
- 2013: Commediamarkt II. Uraufführung: Klibühni Chur, 7. September 2013. Regie: Achim Lenz.

Hörspiele
- 2003: Isabelles Poesiealbum – Komm' mit uns ins Totenland!, (Reihe Schreckmümpfeli), Regie: Reto Ott (SRF)
- 2003: Der Teppich – Hände weg von alten Teppichen! (Reihe Schreckmümpfeli), Regie: Reto Ott (SRF)
- 2005: Jupiter auf Argos, Regie: Reto Ott (SRF)
- 2006: Geisterzirkus – Bis zum letzten Ton … (Reihe Schreckmümpfeli), Regie: Reto Ott (SRF)
- 2009: Das dreizehnte Buch Mosis – Hände weg von schöner Literatur (Reihe Schreckmümpfeli), Regie: Anina LaRoche (SRF)
- 2011: Amuse Gueule – Ein geradezu köstliches Abenteuer (Reihe Schreckmümpfeli), Regie: Reto Ott (SRF)
- 2011: Die Uhr mit den 13 Stunden – Der Schauspieler im ewigen Kampf mit dem Requisit (Reihe Schreckmümpfeli), Regie: Reto Ott (SRF)
- 2013: Il Divinissimo – Das hohe C, es tut so weh! (Reihe Schreckmümpfeli), Regie: Reto Ott (SRF)
- 2014: Die Andouillette (Die Andouillette-Trilogie 1), Komposition und Regie: Martin Bezzola (SRF)
- 2015: Der Gott der Stühle (Reihe Schreckmümpfeli), Regie: Reto Ott (SRF)
- 2017: Die letztesten Dinge (Die Andouillette-Trilogie 2), Komposition und Regie: Martin Bezzola (SRF)
- 2017: Der Tag, an dem es 449 Franz Klammers regnete (Die Andouillette-Trilogie 3), Komposition und Regie: Martin Bezzola (SRF)
- 2019: Die Plaudertasche – Bis zum letzten Wort. Plus eins. (Reihe Schreckmümpfeli), Regie: Reto Ott (SRF)
- 2019: ARD Radio Tatort: Der dunkle Kongress, Regie: Susanne Janson (SRF)
- 2020: ARD Radio Tatort: Das dritte Ohr, Regie: Susanne Janson (SRF)
- 2021: ARD Radio Tatort: Der letzte Trychler, Regie: Susanne Janson (SRF)
- 2023: Killby & Guillotine (Reihe Schreckmümpfeli), Regie: Reto Ott (SRF)
- 2023: Die grösste Pfeife der Welt (Reihe Schreckmümpfeli), Regie: Reto Ott (SRF)